# Fathallah Oualalou
Fathallah Oualalou (arabe : فتح الله والعلو), né le 26 mars 1942 à Rabat, est un économiste et homme politique marocain, affilié à un parti de gauche, l'Union socialiste des forces populaires (USFP). Il est maire de la ville de Rabat entre juin 2009 et septembre 2015.

## Biographie
Après des études primaires à l'école M'hammed Guessous, il obtient en 1961 son baccalauréat en philosophie au lycée Moulay Youssef de Rabat. En 1964, il obtient une licence en sciences économiques à l'université Mohammed V de Rabat et un diplôme d'études supérieures (DES) en sciences économiques en 1966 à Paris.
Outre son activité en tant qu'assistant à l'Institut universitaire de la recherche scientifique, il devient dans les années 1960, président de l'Union nationale des étudiants du Maroc et responsable de la Confédération des étudiants du Maghreb.
En 1968, il soutient sa thèse de doctorat en économie à Paris, et devient par la suite, enseignant aux facultés de droit de Rabat et de Casablanca et à l'école nationale d'administration de Paris[réf. nécessaire]. De 1968 à 1977, il est membre du bureau du Syndicat national de l'enseignement supérieur (SNESup). En 1972, l'économiste et président  Abdelaziz Belal  avec plusieurs collègues Oualaalou, Sbihi, Germouni, Sebba et d'autres, créeront l'Association des économistes marocains, Oualaalou  en est  devenu  président depuis la disparition tragique du premier.
De 1968 à 1997, il publie de nombreux travaux académiques dans les domaines de la théorie économique, l'économie financière et l'économie des pays du Maghreb et du monde arabe.
En 1975, il participe au lancement de l'Union socialiste des forces populaires (USFP). Lors de la tenue du Ve congrès de l'USFP en 1989, il est élu membre du bureau politique du parti.
Parallèlement à cela, il est élu, à plusieurs reprises, conseiller municipal de sa ville natale et député à la Chambre des représentants.
Le 14 mars 1998, il est nommé ministre de l'Économie et des Finances dans le gouvernement el-Youssoufi I. Le 6 septembre 2000, lors de la formation du gouvernement el-Youssoufi II, il devient ministre de l'Économie, des Finances, de la Privatisation et du Tourisme, puis, ministre des Finances et de la Privatisation du 7 novembre 2002 au 19 septembre 2007 dans les gouvernements Jettou I et II.
Le 8 novembre 2008, lors de la tenue du VIIIe congrès national de l'USFP, il perd la course au poste du Premier secrétaire, face à Abdelwahed Radi.
Le 12 juin 2009, il est élu conseiller municipal aux élections communales dans l'arrondissement d'Agdal-Ryad à Rabat.
Le 23 juin 2009, il est élu maire de Rabat par 47 voix contre 39 pour son concurrent Omar Bahraoui (maire sortant), grâce à une alliance atypique avec les islamistes du Parti de la justice et du développement (PJD), les nationalistes de l'Istiqlal (PI), les communistes du Parti du progrès et du socialisme (PPS) et les centristes du Rassemblement national des indépendants (RNI).
Le 17 décembre 2009 à Marrakech, il est élu à l'unanimité, président du Réseau pour le développement économique local en Afrique (LEDNA).
Lors de la tenue du IXe congrès national de l'USFP à Bouznika en décembre 2012, il se présente au poste du Premier secrétaire de son parti, et sort éliminé au premier tour de l'élection.
En février 2014, il prend position sur les élections municipales françaises. Il apporte son soutien à la candidate Anne Hidalgo (PS) face à Nathalie Kosciusko-Morizet (UMP) à Paris. Il apporte également son soutien au candidat Gérard Collomb (PS) à Lyon,.